# Viborgs nya domkyrka
Viborgs domkyrka (1893–1940) var huvudkyrka för den lutherska finskspråkiga församlingen och domkyrka för Viborgs stift från 1925. Domkyrkan fanns på Slottsgatan (nu Krepostnaja-gatan). Innan kyrkan blev domkyrka kallades den ”nya kyrkan”. Efter 1925 kallades den också ”nya domkyrkan” till skillnad från den gamla medeltida domkyrkan.

## Planering och byggande
Den finska församlingen delades år 1881 i en stads- och en landsförsamling. Den gemensamma kyrkan blev landsförsamlingens huvudkyrka. De svenska och tyska församlingarna  delade sedan tidigare på Petrus Pauluskyrkan. Staden hade redan 1877 donerat två tomter för den nya kyrkan. Sedan kunde ytterligare två tomter skaffas så att kyrkan fick ett helt kvarter som tomt. Arkitekttävlingen vanns av arkitekt Eduard Dippell från Viborg. Den nygotikiska kyrkan byggdes av tegel mellan 1889 och 1893. Den invigdes den 3 december 1893.

## Utseende och inredning
Kyrkan var en långkyrka försedd med tvärskepp. I väst höjde sig ett högt och smalt torn. Tornet omgavs av mindre små torn. Kyrksalen hade tre skepp. Valven pryddes av målningar av konstnären Lauri Välke. Det fanns 1 800 sittplatser i kyrkan. Altartavlan målades av Pekka Halonen, och föreställde Kristus som tas ner från korset. Träskulpturerna på predikstolen var gjorda av Hannes Autere. Orgeln hade 54 stämmor. Invändigt renoverades kyrkan 1929–1931.

## Kyrkan förstörs

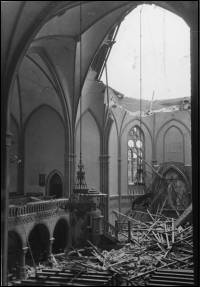
Viborgs domkyrka träffades av en bomb den 3 februari 1940.

Under vinterkriget bombades Viborg hårt. Kyrkans absid träffades den 3 februari 1940. Vid Moskvafreden överläts Viborg till Sovjetunionen. Finland återtog Viborg 1941 i fortsättningskriget. Då hade ryssarna redan rivit tornet, taket och de övre delarna av väggarna. De tre klockorna, orgeln, takkronorna och altartavlan var försvunna. Också minnesmärket över de stupade och deras gravstenar var borta. Fundamentet till Mikael Agricolas staty fanns kvar men själva statyn var borta. Tanken var tydligen att ersätta statyn med någon annan staty. Efter fortsättningskriget försvann också fundamentet. 
Under pågående krig började inte återuppbyggandet av kyrkan. Men planerna fanns och till exempel kyrkans klockor göts. En av dem finns i dag vid Mejlans – Tomas kyrkor i Helsingfors. År 1944 blev staden igen rysk och resterna av kyrkan revs. 

## Planer på återuppförande
Den ryska nationella stiftelsen för restaurering av arkitektur och konstminnesmärken har gjort preliminära planer för att återuppföra kyrkan. Stiftelsens logga innehåller kyrkan. Ett visst stöd för återuppbyggandet finns, men problemet är att man inte känner till om kyrkan tillhörde staten eller lokala myndigheter. 
Planerna ifrågasätts både i Finland och Ryssland. I Viborg finns många gamla byggnader som först skulle kräva åtgärder till exempel ruinerna av Viborgs gamla domkyrka och speciellt klockstapeln. Till motståndarna hör arkitekt Maija Kairamo, som fungerat som generalsekreterare för restaureringen av Viborgs bibliotek och professorn vid Moskvas arkitekturinstitut Natalia Duškina, som planerar restaureringar.